# Rhamnocampa albistriga
Rhamnocampa albistriga är en fjärilsart som beskrevs av William Schaus 1914. Rhamnocampa albistriga ingår i släktet Rhamnocampa och familjen nattflyn. Inga underarter finns listade.